# داستان النور روزولت
داستان النور روزولت (انگلیسی: The Eleanor Roosevelt Story) فیلمی در ژانر مستند به کارگردانی ریک کاپلان است که در سال ۱۹۶۵ منتشر شد.